# Sát nhân hàng loạt

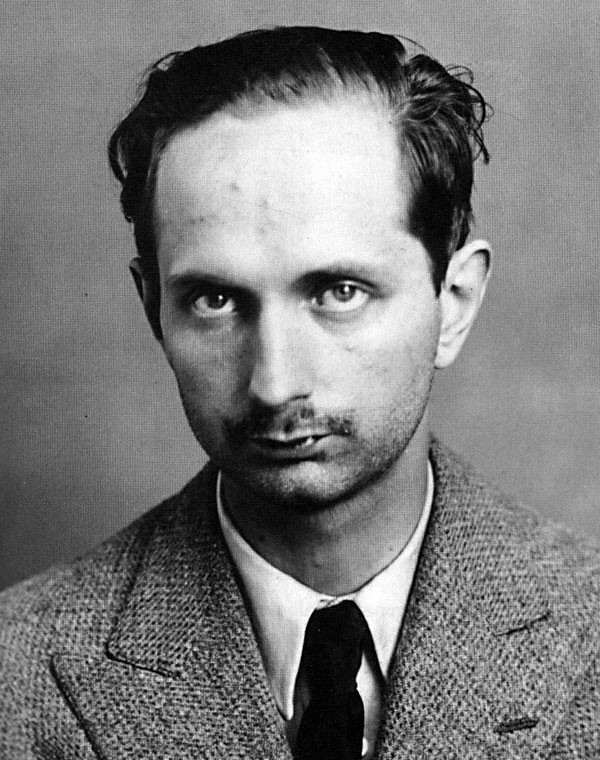
Chân dung kẻ giết người hàng loạt Sigvard Thurneman

Kẻ giết người hàng loạt là người giết từ ba người trở lên trong một giai đoạn hơn ba mươi ngày, với một giai đoạn "xả hơi" giữa mỗi vụ giết người, và động cơ giết hại của họ phần lớn dựa trên sự thoả mãn tâm lý. Thông thường, yếu tố tình dục nào đó có liên quan tới các vụ giết hại. Những kẻ giết người có thể từng tìm cách hay đã thực hiện các vụ theo cách tương tự nhau và các nạn nhân có thể có một số điểm chung, ví dụ, nghề nghiệp, chủng tộc, ngoại hình, giới tính, hay nhóm tuổi.
Giết người hàng loạt thường bị nhầm lẫn với giết người tập thể vốn được định nghĩa bằng việc giết hại nhiều người ở cùng một thời điểm. Thuật ngữ kẻ giết người hàng loạt (serial killer) trong tiếng Anh thường được cho là xuất phát từ Đặc vụ FBI Robert Ressler trong những năm 1970. Ý tưởng này đã được miêu tả từ trước đó, ví dụ như bởi thanh tra cảnh sát Đức Ernst Gennat cũng đã đưa ra thuật ngữ tương đương năm 1930. Tác gia Ann Rule đã công nhận nó trong cuốn sách Kiss Me, Kill Me năm 2004 của bà rằng công sáng tạo thuật ngữ "kẻ giết người hàng loạt" là thuộc thám tử Pierce Brooks tại LAPD, người chỉ đạo hệ thống ViCAP.

## Đặc điểm
Những kẻ giết người hàng loạt ở Hoa Kỳ thường có các đặc điểm chung như sau:

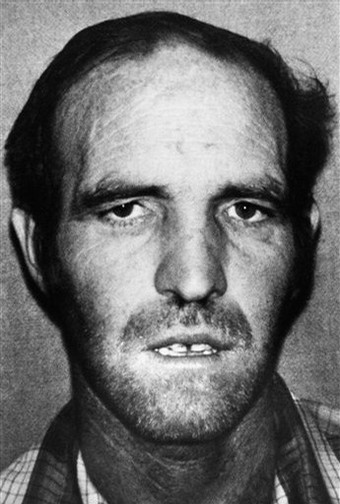
Chân dung Ottis Toole - Kẻ giết người hàng loạt

1. Đa số là nam giới độc thân, người da trắng.
2. Thường là người thông minh, với chỉ số IQ "trên mức trung bình".
3. Dù có chỉ số IQ cao, họ thường gặp khó khăn khi làm việc, và thường làm các công việc phục vụ.
4. Họ thường xuất thân từ các gia đình không ổn định hay gia đình có vấn đề.
5. Khi còn trẻ, họ thường bị cha bỏ rơi và thường được các bà mẹ bạo ngược nuôi dưỡng.
6. Gia đình họ thường có lịch sử tội phạm, tâm thần và nghiện rượu.
7. Họ thường bị lạm dụng — lạm dụng tinh thần, lạm dụng thể chất và/hay tình dục — bởi một thành viên trong gia đình.
8. Họ có tỷ lệ tự tử cao.
9. Từ khi còn nhỏ, nhiều người rất thích xem phim khiêu dâm, phim bạo lực, bái vật giáo, và gian dâm.
10. Hơn 60% còn đái dầm khi trên tuổi 12.
11. Nhiều kẻ hứng thú với việc đốt phá.
12. Họ tham gia vào hoạt động bạo dâm hay tra tấn những con vật nhỏ (zoosadism).

Chứng rối loạn tâm thần hiếm khi bắt gặp ở những kẻ giết người hàng loạt. Chẩn đoán tâm thầm đặc trưng của nhóm thường là bệnh học tâm lý, có nghĩa chúng bị tổn thương các traits bên trong một nhóm đặc biệt của các đặc điểm nhân cách không hoạt động, những thứ thường được liên kết với Rối loạn nhân cách chống xã hội hay rối loạn nhân cách không thích giao thiệp. Người bị bệnh không có sự cảm thông và mặc cảm tội lỗi, thường tự kỷ và bốc đồng, và không thích hợp với các tiêu chuẩn xã hội, đạo đức và pháp luật. Thay vào đó, họ thường tuân theo một bộ quy tắc riêng biệt tự tạo ra cho mình (lối sống lập dị). Họ có thể có vẻ bình thường và khá lễ độ, một trạng thái thích nghi mà chuyên gia tâm thần học Hervey Cleckley gọi là "Mặt nạ trong sạch". Bộ ba Macdonald (gồm: tàn nhẫn với súc vật, chứng cuồng phóng hoả, và đái dầm thường xuyên trên tuổi lên năm) thường là những đặc điểm của những kẻ giết người hàng loạt khi còn trẻ.

## Những mẫu người
Cuốn Hướng dẫn Xếp loại Tội phạm của FBI đặt những kẻ giết người hàng loạt vào ba tiêu chí: "có tổ chức", "không tổ chức" và những kẻ tấn công "kiểu lai" —vừa có những đặc điểm có tổ chức vừa không tổ chức. Một số kẻ giết người hàng loạt chuyển từ cách hành động có tổ chức sang không tổ chức khi số vụ giết hại gia tăng.

### Có tổ chức/phi xã hội

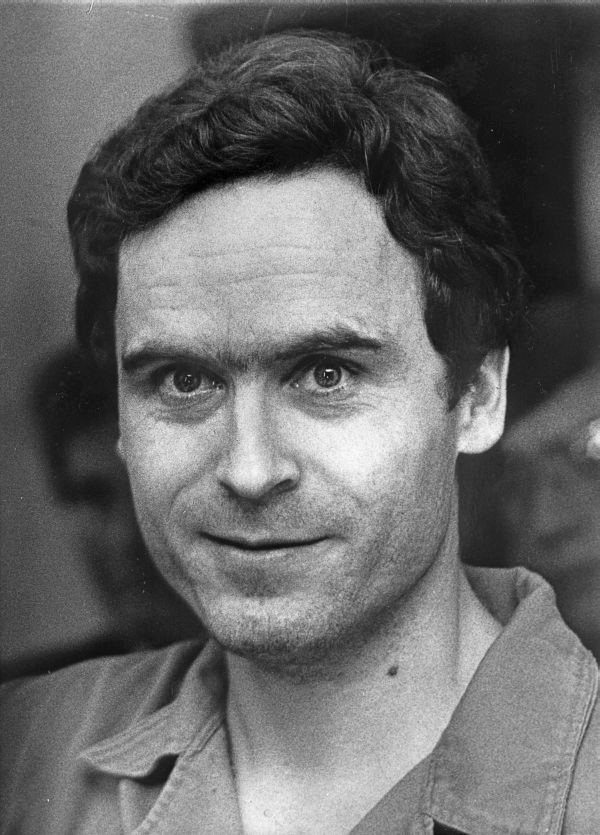
Ted Bundy một tội phạm giết người hàng loạt có tổ chức

Những kẻ giết người hàng loạt có tổ chức phi xã hội thường có chỉ số thông minh trên trung bình, với mức IQ bình quân 123. Chúng thường tổ chức hành động của mình một cách khá có phương pháp, thường bắt cóc nạn nhân, giết họ tại một địa điểm và giấu xác ở một địa điểm khác. Chúng thường cám dỗ nạn nhân bằng những thủ đoạn gây thông cảm. Ví dụ, Ted Bundy giả bị bó bột tay và yêu cầu các phụ nữ giúp hắn mang thứ đồ gì đó vào xe, nơi hắn sẽ đánh họ ngất đi bằng một thanh kim loại (ví dụ một chiếc xà beng), và mang họ đi.
Những kẻ khác thường nhắm tới gái mại dâm, những người thường tự nguyện đi với một người xa lạ. Chúng thường duy trì một mức độ kiểm soát cao với hiện trường vụ án, và thường có kiến thức tốt về khoa học pháp lý, giám định pháp y cho phép chúng che giấu dấu vết, như chôn xác nạn nhân hay buộc xác nạn nhân vào vật nặng và dìm ở một con sông. Chúng theo dõi tội ác của mình kỹ lưỡng trên truyền thông và thường cảm thấy kiêu hãnh vì những hành động của mình, như thể đó là một thành quả lớn. Kẻ giết người có tổ chức thường không bất thường về mặt xã hội, chúng có bạn bè và người tình, và thỉnh thoảng thậm chí là vợ và con. Chúng thuộc tuýp (mẫu) người, mà khi/nếu bị bắt, dường như sẽ được miêu tả bởi những người thân là sẽ không bao giờ làm hại đến bất kỳ ai. Ted Bundy và John Wayne Gacy là những ví dụ về những kẻ giết người hàng loạt có tổ chức.

### Vô tổ chức/phi xã hội
Những kẻ tấn công không tổ chức phi xã hội thường có mức độ thông minh thấp, với chỉ số IQ dưới trung bình (<90), và thực hiện các tội ác của mình một cách bốc đồng. Trong khi những kẻ giết người có tổ chức sẽ đặt kế hoạch rõ ràng để săn đuổi một nạn nhân, kẻ không có tổ chức sẽ giết hại một ai đó khi có cơ hội, hiếm khi mất thời gian che giấu xác mà thay vào đó để mặc nó ở nơi chúng tìm thấy nạn nhân. Chúng thường tiến hành những vụ tấn công kiểu chớp nhoáng, xuất hiện và tấn công các nạn nhân mà không có cảnh báo, và thường thực hiện bất cứ kiểu nghi thức gì chúng cảm thấy cần làm (ví dụ, quan hệ tình dục với xác chết, cắt xẻo các bộ phận, ăn thịt người, vân vân) khi nạn nhân đã chết. Chúng hiếm khi mất thì giờ xoá các dấu vết và vẫn có thể không bị bắt giữ trong một thời gian dài bởi tình chất vô danh của tội ác. Chúng thường dấu mình, không hoà đồng nhiều về mặt xã hội với ít bạn bè, và chúng có thể có tiền sử với các vấn đề tâm thần. Richard Chase là một ví dụ về kẻ giết người hàng loạt không tổ chức.ví dự

## Các động cơ
Các động cơ của những kẻ giết người hàng loạt có thể được quy về bốn tiêu chí: "hư ảo", "thực hiện nhiệm vụ", "khoái lạc" và "quyền lực hay điều khiển"; tuy nhiên, các động cơ của bất kỳ một kẻ giết người hàng loạt nào có thể thể hiện sự chồng chéo lớn giữa các tiêu chí đó.

### Hoang tưởng
Những kẻ giết người hàng loạt kiểu hư ảo bị rối loạn chia tách với xã hội, thỉnh thoảng tin rằng chúng là một người khác hay bị thúc đẩy phải giết người bởi các thực thể như ma quỷ hay Chúa Hai tiểu nhóm thường thấy nhất là "do ma quỷ xúi giục" và "do Chúa thúc đẩy.".
- Herbert Mullin tin rằng những thương vong của người Mỹ trong Chiến tranh Việt Nam giúp ngăn California phải hứng chịu một trận động đất. Khi số lượng thương vong giảm xuống, Mullin tuyên bố rằng cha hắn đã ra lệnh thông qua giao cảm để nâng số lượng "con người hy sinh cho tự nhiên" để làm chậm lại trận động đất kinh hoàng sẽ nhấn chìm California xuống biển.[22]
- David Berkowitz ("Con trai của Sam") là một ví dụ về kẻ giết người hư ảo do ma quỷ xúi bẩy. Hắn tuyên bố rằng ma quỷ đã ra lệnh cho mình thông qua con chó nhà hàng xóm, bắt hắn phải giết người.[23]

### Sứ mệnh
Những kẻ giết người kiểu thực hiện nhiệm vụ (tự thừa lệnh) thường coi các hành động của chúng là "giải cứu thế giới" khỏi một số kiểu người "không mong muốn", như người đồng tính, gái mại dâm, người da đen hay tín đồ Cơ đốc giáo; tuy nhiên, nói chung chúng không bị rối loạn tâm thần. Một số coi mình là đang tìm cách thay đổi bản chất của xã hội loài người, thường là để cứu vớt một xã hội thối nát. Ted Kaczynski (biệt danh "Unabomber") thì nhắm vào các trường đại học và ngành công nghiệp hàng không. Hắn đã viết một tuyên ngôn và tuyên truyền nó trên truyền thông, trong đó hắn tuyên bố mình muốn xã hội quay trở lại thời kỳ khi công nghệ chưa là một mối đe doạ với tương lai của nó, nói rằng "Cuộc Cách mạng Công nghiệp và những hậu quả của nó là một thảm hoạ cho con người".

### Khoái lạc
Kiểu kẻ giết người hàng loạt này tìm kiếm sự hồi hộp và thoả mãn (thống khoái) từ việc giết người, coi con người là các phương tiện có thể hy sinh cho mục đích đó. Các nhà tâm thần học pháp lý đã xác định ba tiểu loại của kẻ giết người khoái lạc: "dâm ô", "trải nghiệm" và "an ủi".

#### Dâm ô
Tình dục là động cơ chính của những kẻ giết người dâm ô, không cần biết các nạn nhân sống hay chết, và trí tưởng tượng đóng một vai trò lớn trong các vụ giết hại của chúng. Sự thoả mãn tình dục của chúng dựa trên số lượng hành động tra tấn và cắt xẻo chúng thực hiện với các nạn nhân của mình. Chúng thường sử dụng các vũ khí đòi hỏi phải tiếp cận gần với nạn nhân, như dao (các loại dao găm) hay bằng tay (bóp cổ, đập đầu). Khi những kẻ giết người dâm ô tiếp tục các hành động của mình, thời gian giữa các vụ giết hại sẽ giảm đi hay mức độ thoả mãn đòi hỏi sẽ tăng lên, thỉnh thoảng là cả hai.
- Kenneth Bianchi, một trong những "Kẻ bóp cổ trên đồi", đã giết hại các phụ nữ và các cô gái ở những độ tuổi, chủng tộc và vẻ ngoài khác nhau bởi các nhu cầu tình dục của hắn đòi hỏi những kiểu kích thích khác nhau và mật độ ngày càng tăng.[30]
- Jeffrey Dahmer tìm kiếm người tình trong mộng đích thực của mình với các đức tính như đẹp, ngoan ngoãn và chung thủy. Khi thèm muốn của hắn tăng lên, hắn thử nghiệm bằng thuốc, rượu và tình dục bệnh hoạn. Nhu cầu kích thích ngày càng tăng của hắn được thể hiện bằng cách chặt xác các nạn nhân và giữ lại đầu cùng bộ phận sinh dục của họ. Sau đó hắn đã vài lần quan hệ với dương vật mà hắn giữ lại. Hắn đã thử ăn thịt người để "đảm bảo các nạn nhân của hắn sẽ luôn là một phần của hắn".[31]

#### Trải nghiệm
Động cơ chính của một kẻ giết người kiểu trải nghiệm (từng trải, kinh nghiệm) là gây ra sự đau đớn hay sợ hãi, hoảng loạn với các nạn nhân của chúng, việc này giúp chúng có được cảm giác khoái cảm và kích động. Chúng tìm kiếm adrenaline bằng cách săn đuổi và giết hại các nạn nhân. Kẻ giết người kiểu trải nghiệm chỉ giết để mà giết, thường vụ tấn công không kéo dài, và không liên quan tới tình dục. Những kẻ giết người kiểu trải nghiệm có thể kìm nén giết người trong một thời gian dài và trở nên thành thạo hơn khi hoàn thiện các kỹ năng giết người của mình. Nhiều tên tìn cách thực hiện những vụ tội ác hoàn hảo và tin rằng chúng sẽ không thể bị bắt.
- Robert Hansen mang các nạn nhân của mình tới một khu vực vắng vẻ, nơi hắn sẽ thả họ ra và sau đó săn đuổi và giết họ.[32]
- Lee Boyd Malvo và John Allen Muhammad, Những kẻ bắn tỉa DC, giết hại các nạn nhân ngẫu nhiên, thường tại các trạm bơm xăng, bắn họ và sau đó rời hiện trường mà không bị phát hiện.[33]
- Trong một trong những bức thư của mình gửi các tờ báo Khu vực Vịnh San Francisco, Kẻ giết người Hoàng đạo (Sát thủ Zodiac) đã viết "[giết người] mang lại cho tôi cảm giác hồi hộp mạnh nhất nó thậm chí còn hơn cả khi làm tình với một cô gái (getting your rocks off with a girl).[34]
- Coral Watts được miêu tả bởi một nạn nhân sống sót là "bị kích động và cường điệu và vỗ tay’ và tạo ra các âm thanh như đang kích động, như điều đó sẽ vui thú" trong vụ tấn công năm 1982.[35] Rạch, đâm, treo cổ, dìm nước, làm ngạt thở, và bóp cổ đều nằm trong những cách Watts giết người.[36]

#### Thoả mãn
Có được vật chất và một phong cách sống dễ chịu là các động cơ chính của những kẻ giết người kiểu thoả mãn. Thông thường, các nạn nhân là các thành viên gia đình và bạn bè thân thích. Sau một vụ giết người, một kẻ giết người thoả mãn sẽ thường đợi trong một khoảng thời gian trước khi thực hiện vụ khác để cho bất kỳ nghi ngờ nào từ phía gia đình hay chính quyền lắng đi. Chúng thường dùng thuốc độc, đáng chú ý nhất là arsenic, để giết các nạn nhân. Những kẻ giết người hàng loạt là nữ thường là kiểu thoả mãn, dù không phải tất cả.
Dorothea Puente đã giết những người chủ nhà của mình để lấy séc An sinh Xã hội và sau đó chôn xác nạn nhân trong vườn nhà. H. H. Holmes giết người để lấy tiền bảo hiểm và lợi tức. Những kẻ giết người chuyên nghiệp ("hit men") cũng có thể được coi là những kẻ giết người hàng loạt. Một số kẻ, như Puente và Holmes, có thể từng liên quan tới và/hay đã bị những cáo buộc trước đó về trộm cắp, lừa đảo, bất lương, không trả nợ, biển thủ và các tội khác tương tự. Dorothea Puente cuối cùng bị bắt vì vi phạm vào cam kết tạm tha, khi ấy đang bị quản chế vì một cáo buộc lừa đảo trước đó.

### Quyền lực/kiểm soát
Mục tiêu chính cho vụ giết hại là để có được và sử dụng quyền lực với các nạn nhân, ra oai đối với họ. Những kẻ giết người kiểu này thỉnh thoảng bị lạm dụng khi còn là trẻ em, khiến chúng có những cảm giác bất lực và không thoả mãn khi trưởng thành. Nhiều kẻ giết người có động cơ quyền lực và kiểm soát lạm dụng tình dục nạn nhân của chúng, nhưng chúng khác biệt so với những kẻ giết người kiểu khoái lạc bởi việc hãm hiếp không có động cơ từ sự dâm ô mà chỉ đơn giản là một hình thức áp chế khác với nạn nhân. Ted Bundy đã đi khắp Hoa Kỳ tìm kiếm các phụ nữ để kiểm soát họ.

### Chuyên giay tế
Một số người với một sự thích thú bệnh lý với quyền lực của sự sống và cái chết thường bị hấp dẫn bởi các nghề liên quan tới y khoa, Những kiểu kẻ giết người này thỉnh thoảng được goi là "các thiên thần chết chóc" hay các thiên thần khoan dung. Một số kẻ giết người liên quan tới y tế có dính líu tới lừa đảo.
- Harold Shipman, một bác sĩ gia đình người Anh, hắn làm ra vẻ các nạn nhân chết vì các nguyên nhân tự nhiên (bệnh tật). Từ năm 1975 tới năm 1998, hắn đã giết hại ít nhất 215 nạn nhân; hắn bị nghi ngờ đã giết hại 250 người.[49]
- Bác sĩ John Bodkin Adams, dù được tuyên bố trắng án năm 1957 về việc giết hại bệnh nhân, được cho là đã giết hại khoảng 163 bệnh nhân tại Eastbourne, Anh Quốc.[50]
- H. H. Holmes thường dính líu tới những âm mưu lừa đảo bảo hiểm và lạm dụng tín nhiệm. Harold Shipman trước đó đã bị kết án vì việc kê đơn thuốc giả và giả mạo, và bị phạt £600 vì hành động này.

## Các nạn nhân

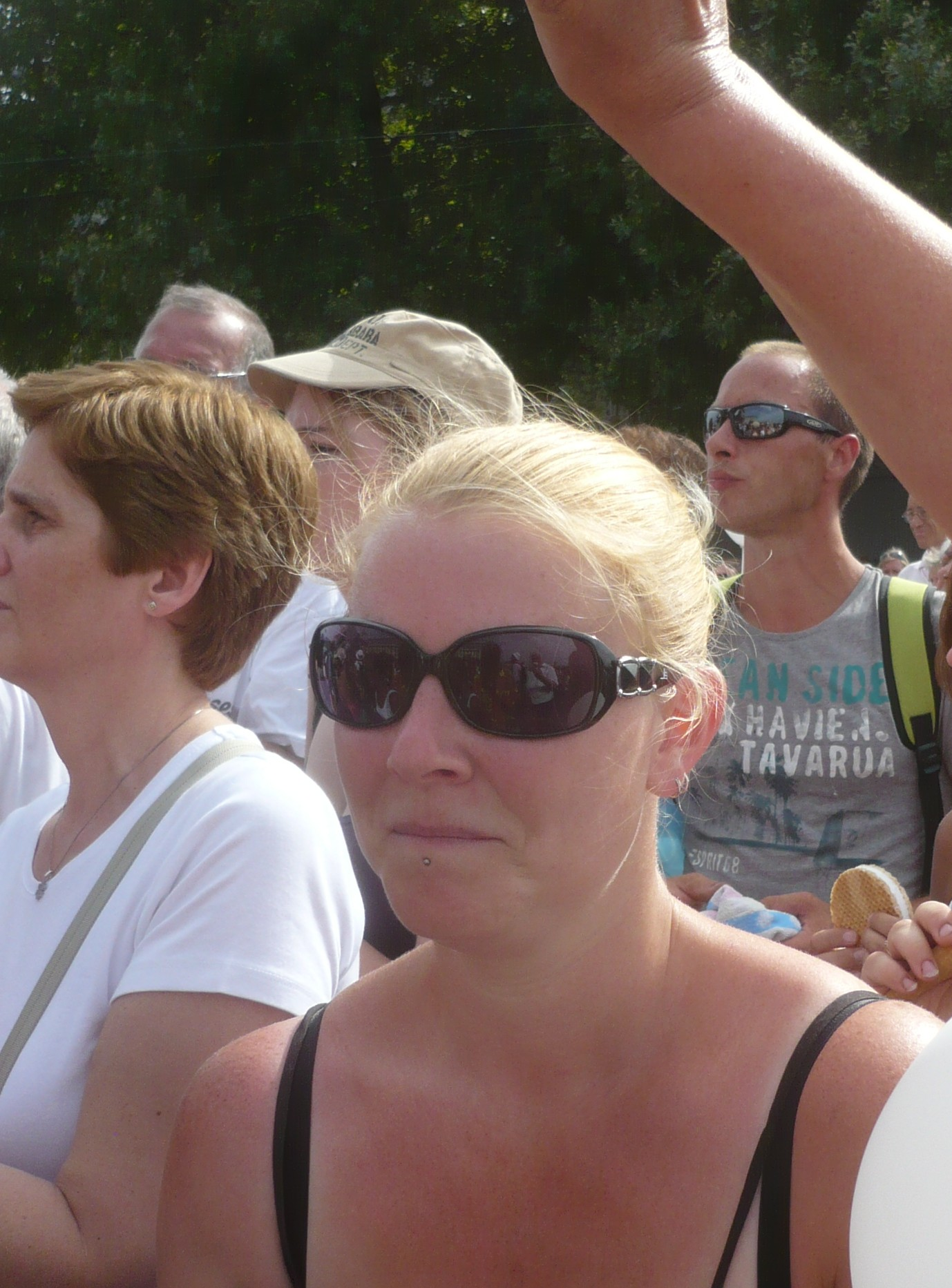
Hình chụp về một nạn nhân (trước khi bị giết) của hung thủ Marc Dutroux.

Các nhà tội phạm học từ lâu công nhận rằng có những kết nối giữa hầu hết những kẻ giết người hàng loạt và các nạn nhân chúng lựa chọn. Về nhâu khẩu, những kẻ giết người hàng loạt thường nhắm tới nữ hơn nam, và giết người lạ nhiều hơn thành viên gia đình và người quen, trái với những kẻ tấn công giết người riêng lẻ, thường có khuynh hướng giết nam giới hơn phụ nữ, trong khi những vụ tấn công bạn bè và thành viên gia đình cũng phổ biến hơn.
Những vụ giết hại của những kẻ giết người hàng loạt thường có động cơ tình dục, dù có một số ngoại lệ. Động cơ tình dục ủng hộ lý thuyết rằng những kẻ giết người hàng loạt thường có tiêu chí cụ thể và mối quan tâm tình dục cụ thể thúc đẩy sự lựa chọn của chúng với một số nạn nhân. Quá trình lựa chọn nạn nhân khiến những kẻ giết người hàng loạt khác biệt so với những loại kẻ giết người khác. Những kẻ giết người hàng loạt là người đồng tính, như Jeffrey Dahmer hay Dennis Nilsen, thường giết những người đồng tính nam khác.
Tại Hoa Kỳ, những kẻ giết người hàng loạt thích nhắm vào các nạn nhân trong độ tuổi 18–50. Đa số nạn nhân là người da trắng, ủng hộ cho giả thuyết của những nhà nghiên cứu rằng những kẻ giết người hàng loạt là intra-racial Những kẻ giết người hàng loạt nữ thường giết những người quen thuộc với chúng, trái với nam thường chọn mục tiêu là người lạ. Với kẻ giết người hàng loạt nữ, trong lịch sử chồng và những đứa con là chọn lựa nạn nhân đầu tiên. Phần trăm những kẻ tấn công giết ít nhất một kiểu nạn nhân là trẻ em, nam giới ở mức 21% trong khi nữ giới là 39%.

## Hung thủ là phụ nữ

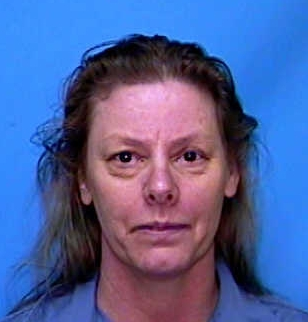
Một nữ sát thủ giết người hàng loạt - Aileen Wuornos

Thường thì hiếm khi xuất hiện kẻ giết người hàng loạt là nữ. Nếu hung thủ là nữ thì chúng thường có khuynh hướng giết nam giới để phục vụ lợi ích cá nhân, và thường có quan hệ về tình cảm với nạn nhân và nói chung cần có mối quan hệ với một người trước khi giết anh ta. Một phân tích đối với 86 phạm nhân nữ giết người hàng loạt tại Hoa Kỳ cho thấy các nạn nhân thường là chồng, trẻ em hay người già. Khi tổng hợp những bài viết về kẻ giết người hàng loạt nữ, động cơ thường thấy nhất được xác định là lợi ích tài sản, các động cơ tình dục hay ác dâm được cho là rất hiếm ở những kẻ giết người hàng loạt nữ, và các dấu vết tâm thần và tiền sử bị lạm dụng khi còn là trẻ em thường được thấy ở những phụ nữ này.
Các phương pháp được dùng là giấu giếm hay ít dấu vết, như giết người bằng thuốc độc. Trong một cuộc nghiên cứu 105 nữ giết người hàng loạt, phương pháp giết người được nữ giới ưa chuộng là đầu độc. Chúng thực hiện những vụ giết người tại những địa điểm riêng biệt, như tại nhà riêng hay các cơ sở y tế (nơi chúng hiện được giới truyền thông gọi là "Các Thiên thần Khoan dung"), hay tại các địa điểm khác nhau trong cùng một thành phố hay bang. Mỗi kẻ giết người có khuynh hướng, nhu cầu và động cơ riêng, bởi những lý do cụ thể chỉ có thể biết được từ chính kẻ giết người. Trong một số vụ án, phụ nữ có thể liên quan tới một kẻ giết người hàng loạt là nam giới như một phần của một "đội" giết người hàng loạt.
Một ngoại trừ đáng chú ý với những đặc điểm chung của những kẻ giết người hàng loạt là nữ là hung thủ Aileen Wuornos, ả giết người ở bên ngoài thay vì trong nhà, sử dụng súng thay cho thuốc độc, giết người lạ chứ không phải bạn bè hay thành viên gia đình thị, và giết vì sự thoả mãn cá nhân. Một nữ giết người hàng loạt khác biệt nữa là y tá Jane Toppan, người thừa nhận trước phiên toà xét xử rằng thị cảm thấy có hứng thú tình dục với người chết. Jane sẽ phát một hỗn hợp thuốc cho các nạn nhân mình chọn là nạn nhân, nằm trên giường với họ và giữ họ sát cơ thể mình (frotteurism) khi họ đã chết.

## Trong lịch sử
Các nhà lịch sử tội phạm học cho rằng có thể đã có những kẻ giết người hàng loạt trong suốt lịch sử, nhưng những vụ rõ ràng không được ghi chép lại đầy đủ. Một số nguồn cho rằng các truyền thuyết như ma sói và ma cà rồng đều xuất phát từ những kẻ giết người hàng loạt thời Trung Cổ.
- Lưu Bằng Lệ (Liu Pengli) tại Trung Quốc, cháu của vua Cảnh Đế nhà Hán được phong làm vương tại Jidong ở thế kỷ thứ sáu khoảng năm 144 trước Công Nguyên. Theo nhà sử học Tư Mã Thiên, ông ta thường "lẻn ra ngoài trong những chuyến cướp bóc với khoảng 20 hay 30 nô lệ hay các thanh niên trốn tránh pháp luật, giết người và cướp tài sản của họ làm trò vui". Dù nhiều người dưới quyền ông ta biết việc này, mãi tới năm thứ 29 của triều đại con của một trong những nạn nhân cuối cùng mới tố cáo tới Hoàng đế. Cuối cùng, mọi người khám phá ra rằng ông ta đã giết ít nhất 100 người. Các vị quan triều đình yêu cầu hành quyết Liu Pengli; tuy nhiên, hoàng đế không dám để cháu mình bị giết, và Liu Pengli bị giáng làm thường dân và bị lưu đày.[66]
- Ở thế kỷ 15, một trong những người giàu nhất châu Âu, Gilles de Rais, đã tấn công tình dục và giết hại các trẻ em nông dân, chủ yếu là các cậu bé, bị hắn bắt cóc từ các ngôi làng lân cận và mang tới lâu đài của mình. Ước tính con số nạn nhân của hắn từ 140 tới 800 người.[67][68]
- Một quý tộc người Hungary Elizabeth Báthory đã tra tấn và giết hại tới 650 cô bé và phụ nữ trẻ trước khi bị bắt giữ năm 1610.[69]
- Thug Behram, một tên trùm băng đảng sùng bái ám sát Thuggee tại Ấn Độ, thường được cho là kẻ giết người hàng loạt với số nạn nhân nhiều nhất thế giới. Hắn được cho là đã giết 931 người bằng cách thắt cổ với một mảnh vải nghi lễ trong khoảng từ năm 1790 tới năm 1830.[70] Giới học giả gần đây đã đưa ra nghi ngờ về sự sùng bái Thuggee và cho rằng người Anh tại Ấn Độ đã nhầm lẫn bởi việc sử dụng thuật ngữ ngôn ngữ của người Ấn Độ, và có thể đã sử dụng sự sợ hãi với sự sùng bái đó để giải thích cho sự cai trị thực dân của mình.
- Kẻ giết người hàng loạt đầu tiên được truyền thông chú ý tới là Burke và Hare. Chúng đã giết 16 nạn nhân tại Edinburgh, Scotland trong khoảng 1827 và 1828 và bán xác của họ cho một giảng viên giải phẫu.[71]
- Trong cuốn sách Psychopathia Sexualis năm 1886 của mình, nhà tâm thần học Richard von Krafft-Ebing đã lưu ý một trường hợp kẻ giết người hàng loạt những năm 1870, một người Pháp tên là Eusebius Pieydagnelle có một sự ám ảnh tình dục với máu và bị kết án giết hại sáu người.
- Kẻ giết người hàng loạt chưa bị xác định Jack the Ripper đã giết những gái mại dâm (số lượng nạn nhân không được biết chính xác) tại Luân Đôn năm 1888. Những vụ đó khiến truyền thông để ý mạnh bởi Luân Đôn từng là trung tâm quyền lực lớn nhất thế giới thời ấy, vì thế những vụ giết những người phụ nữ trong cảnh khốn cùng li kỳ tại một trung tâm giàu có khiến giới truyền thông rất để ý và được đưa tin trên toàn thế giới. Hắn cũng được gọi là kẻ giết người hàng loạt nổi tiếng nhất mọi thời đại.[72]
- Kẻ giết người hàng loạt người Mỹ H. H. Holmes đã bị treo cổ tại Philadelphia năm 1896 sau khi thú nhận thực hiện 27 vụ giết người.
- Joseph Vacher bị hành quyết tại Pháp năm 1898 sau khi thú nhận giết hại và cắt xẻo thân thể 11 phụ nữ và trẻ em.[73][74]

## Trong văn hoá đại chúng
Những kẻ giết người hàng loạt đã trở thành các nhân vật trên nhiều phương tiện truyền thông, gồm cả sách, phim, chương trình TV, bài hát và video games, những đề tài được khai thác trong các bộ phim kinh dị, phim ma, phim tâm lý, trinh thám, các bộ truyện, tiểu thuyết, truyện tranh trinh thám... Các bộ phim nổi tiếng nói về những kẻ giết người hàng loạt gồm Psycho, Sự im lặng của bầy cừu, Hannibal, Mr. Brooks, Seven, Copycat, Halloween, Scream và nhiều phim khác đã tạo hiệu ứng rất lớn.
Loạt phim truyền hình Dexter nói về một cảnh sát nhà phân tích dấu vết máu ban đêm trở thành một kẻ giết người hàng loạt đi theo các tên tội phạm đã lọt lưới pháp luật để trở thành "tốt". Bộ phim dựa trên tiểu thuyết Darkly Dreaming Dexter. Các tác phẩm văn học đáng chú ý khác với chủ đề giết người hàng loạt gồm The Night of the Hunter của Davis Grubb, The Executioner's Song của Norman Mailer, American Psycho của Bret Easton Ellis, The Killer Inside Me của Jim Thompson và những cuốn sách Red Dragon của Thomas Harris, Sự im lặng của bầy cừu, Hannibal và Hannibal Rising, tất cả đều viết về Hannibal Lecter, một nhà tâm thần học xuất chúng và cũng là kẻ giết người hàng loạt ăn thịt người.
Trong lĩnh vực truyện tranh có bộ manga Thám tử Eiji (tên tiếng Nhật:  サイコメトラーEIJI/Saikometorā Eiji/Psychometrer Eiji) là câu chuyện khai thác sâu về đề tài giết người hàng loạt. Eiji Asuma, một cậu bé trẻ tuổi có khả năng ngoại cảm đã giúp đỡ cảnh sát khám phá ra hàng loạt vụ án giết người liên tiếp của một hung thủ. Nhờ khả năng của mình cậu đã tìm ra và phát hiện lịch sử của hàng loạt kẻ sát nhân vốn có các vấn đề về tâm thần, biến thái, ám ảnh. Một bộ Manga khác là Thám tử Kindaichi cũng mô tả về một số vụ giết người hàng loạt trong đó động cơ chính của hung thủ là trả thù do những khúc mắc, ân oán trong quá khứ, sau đó đã được khám phá ra. Một số vụ án trong Thám tử lừng danh Conan cũng có những hung thủ giết nhiều người. Ngoài ra các bộ truyện tranh trinh thám khác như Thám tử Toma (Q.E.D. (manga)|Q.E.D), Bloody Monday (manga), Monster (manga)... cũng nêu về những kẻ giết người hàng loạt.